# Luka Soliščica; Dugi Otok
Luka Soliščica; Dugi Otok este o arie protejată (sit de importanță comunitară — SCI) din Croația întinsă pe o suprafață de 946,19 ha, integral marine.

## Localizare
Centrul sitului Luka Soliščica; Dugi Otok este situat la coordonatele 44°09′23″N 14°50′09″E / 44.15629°N 14.835795°E.

## Înființare
Situl Luka Soliščica; Dugi Otok a fost declarat sit de importanță comunitară în iulie 2013 pentru a proteja un număr necunoscut de specii din flora spontană și fauna sălbatică aflate în arealul zonei.

## Biodiversitate
Situată în ecoregiunea marină mediteraneană, aria protejată conține 3 habitate naturale: Straturi cu Posidonia (Posidonion oceanicae), Bancuri de nisip acoperite în permanență slab de apă marină, Golfuri mici largi și golfuri puțin adânci.
La baza desemnării sitului se află un număr nedeclarat de specii protejate.